# Емунд Ерікссон
Емунд Ерікссон (*Emund Eriksson, д/н —бл.970) — легендарний конунг Свеаланда у 950—970 роках. Про нього згадує Адам Бременський.

## Життєпис
Походив з династії Мунсйо. Син конунга Еріка V. Про дату народження немає відомостей. Після смерті свого брата Бйорна III бл. 950 року зумів зайняти трон конунга, скориставшись малолітством своїх небожів Улофа та Еріка.
Під час свого правління уклав союз з Гаральдом I, королем Данії. Можливо разом з останнім ходив з походами до Британії та Саксонії. Помер близько 970 року. Йому наслідували небіжі Улоф та Ерік.